# Chorros del Manzanares
Los Chorros del Manzanares constituyen un conjunto de cascadas situadas en la zona central de la Sierra de Guadarrama (sierra perteneciente al Sistema Central). Se ubican en el término municipal de Manzanares el Real, en el noroeste de la Comunidad de Madrid (España).
Este conjunto de cascadas están en el curso alto del río Manzanares, en el límite occidental de La Pedriza. La más alta de ellas constituye un salto de agua encajonado entre paredes de granito. Entre cada una de estas cascadas aparecen pozas y zonas donde el agua del Manzanares descansa. A este paraje se llega por un camino de tierra que sale del aparcamiento de Canto Cochino y que sube durante 5,2 km por el margen izquierdo del río.